# Meyzieu
Meyzieu település Franciaországban, Métropole de Lyon különleges státuszú nagyvárosban (métropole: nagyjából „megyei jogú város”). Lakosainak száma 36 437 fő (2022. január 1.). Meyzieu Beynost, Saint-Maurice-de-Beynost, Thil, Miribel, Chassieu, Décines-Charpieu, Genas, Jonage és Pusignan községekkel határos.

## Népesség
A település népességének változása:
| Lakosok száma | 31 438 | 32 863 | 33 351 | 33 477 | 34 151 | 34 640 | 35 134 | 35 882 | 36 437 |
|               | 2013   | 2015   | 2016   | 2017   | 2018   | 2019   | 2020   | 2021   | 2022   |